# Grafkapel familie De Geloes

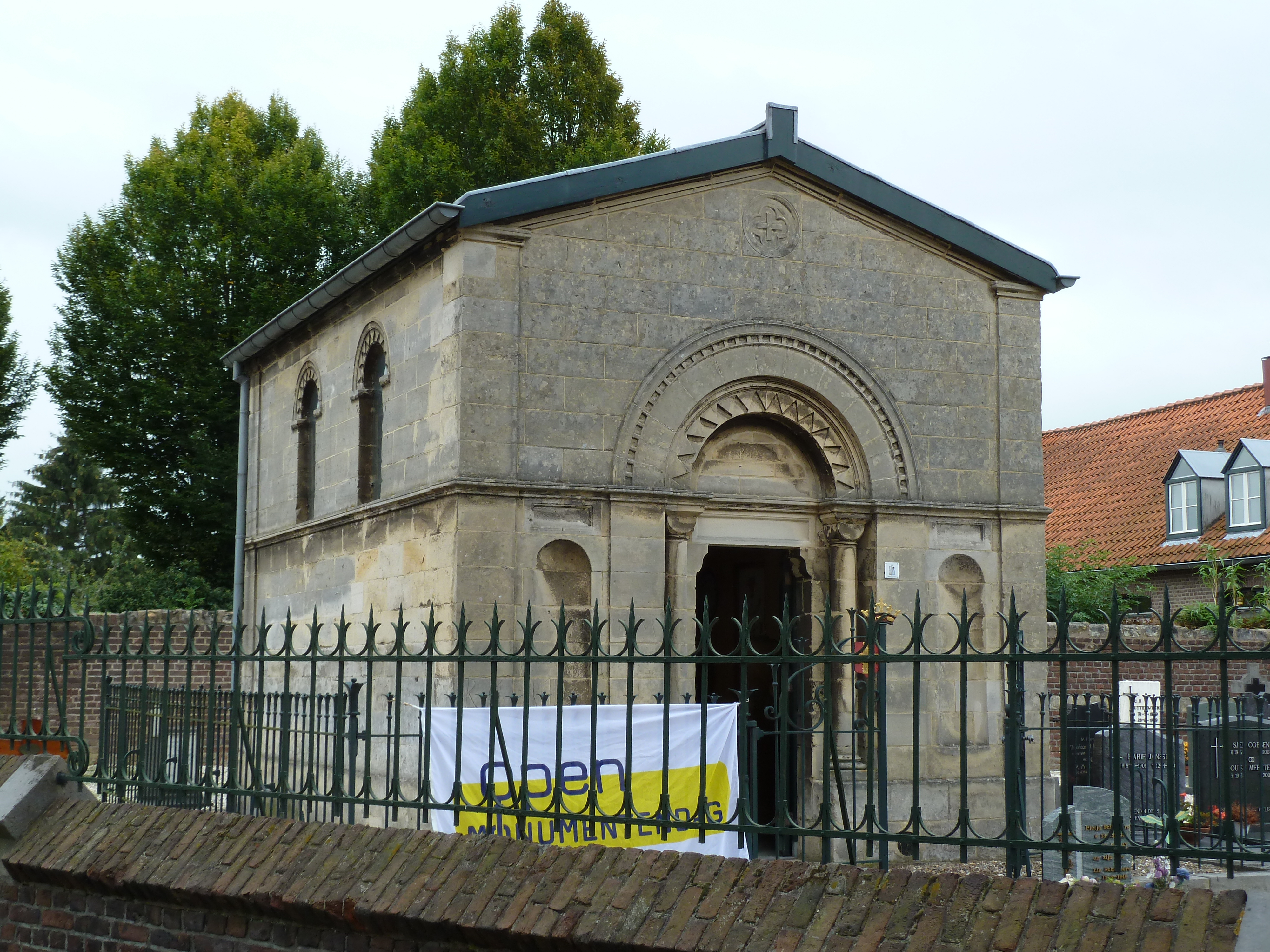
Grafkapel familie De Geloes

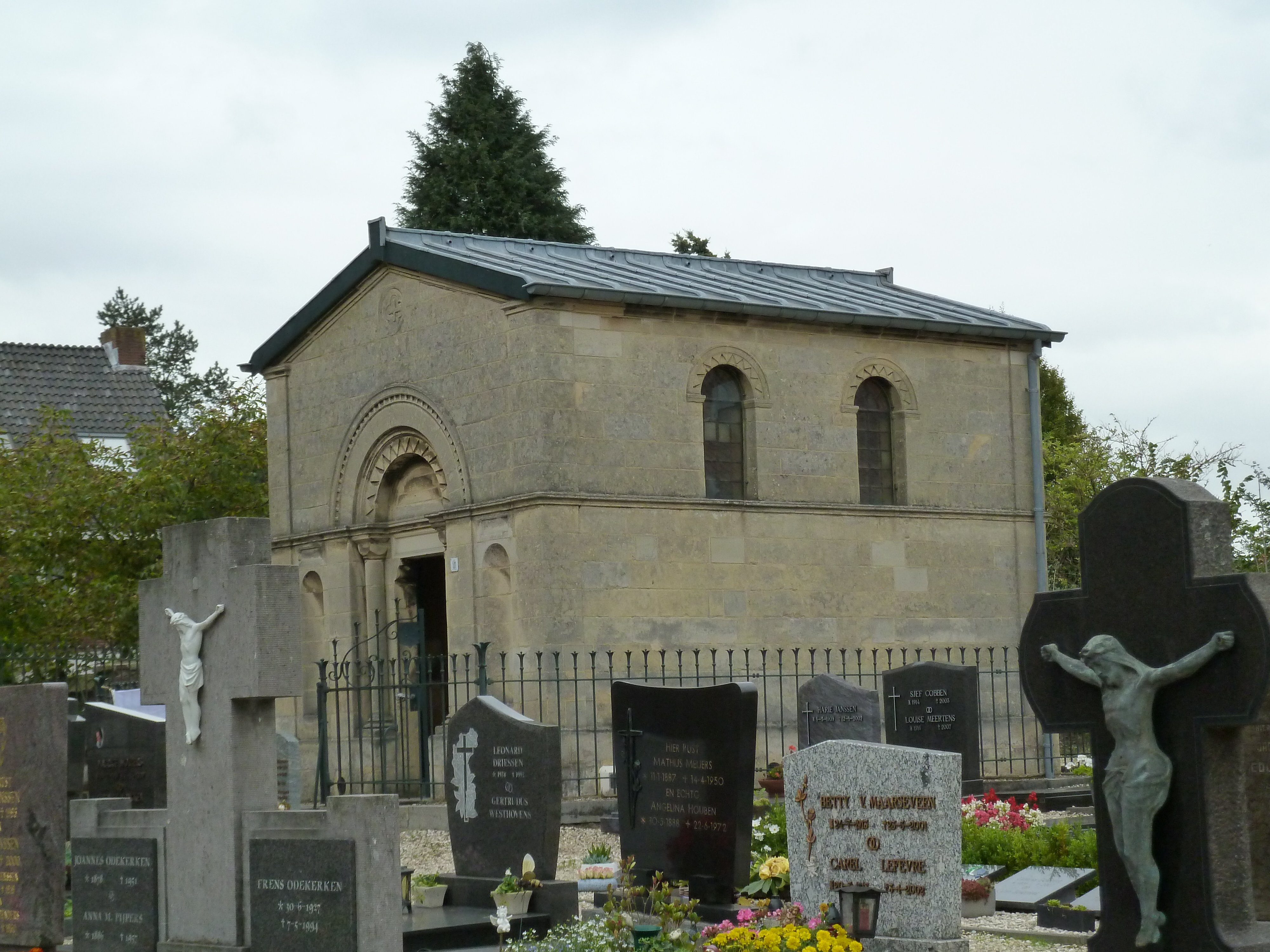
Grafkapel familie De Geloes

De grafkapel van de familie De Geloes is een graf en grafkapel in Elsloo in de Nederlands Zuid-Limburgse gemeente Stein. Het grafmonument staat op de begraafplaats ten zuidoosten van de Sint-Augustinuskerk in het zuidwesten van het dorp aan de Op de Berg.

## Geschiedenis
Van 1459 tot 1843 stond er op de plaats van de grafkapel het koor van de oude kerk, die in 1843 door een brand werd verwoest.
In 1849 werd de grafkapel gebouwd in opdracht van de familie De Geloes. De familie had toen 2000 gulden gedoneerd om de nieuwe kerk te bouwen, op voorwaarde dat de familie een eigen begraafplaats kreeg.
Op 21 februari 1967 werd de kapel ingeschreven in het rijksmonumentenregister.

## Bouwwerk
Het mergelstenen grafmonument is gebouwd in neoromaanse stijl op het noordoostelijk deel van het kerkhof. De grafkapel is opgetrokken op een rechthoekig plattegrond, heeft twee geledingen en wordt gedekt door een zadeldak. De frontgevel heeft een rondboogvormig portaal, waarbij de ingang wordt omlijst door pilasters met ernaast twee zuilen met teerlingkapitelen op een verhoogde plint. In de onderste geleding van de voorgevel zijn links en recht van het portaal rondboogvormige nissen aangebracht. Hoog in de frontgevel en de achtergevel is een blinde vierpas uitgehouwen met daarin een kruis. In de beide zijgevels zijn in de bovenste geleding elk twee rondboogvensters aangebracht. In de achtergevel is een grafsteen ingemetseld, afkomstig uit het koor van de oude kerk, die een levensgrote beeltenis bevat van Conraet van Grave, een van de heren van Elsloo.
Van binnen is de grafkapel licht oranje geschilderd met op de muren diverse beschilderingen, waaronder vlak onder de bovenplint een rij heraldische wapens.
In de grafkelder liggen vijf leden van de familie d'Arberg, waaronder Charles-Alexander van Arberg, evenals vier andere verwante familieleden.